# Campeonato Sergipano de Futebol de 1987
O Campeonato Sergipano de Futebol de 1987 foi a 64º edição da divisão principal do campeonato estadual de Sergipe. O campeão foi o Vasco que conquistou seu 4º título na história da competição. O artilheiro do campeonato foi Celso Mendes, jogador do Sergipe, com 18 gols marcados.

## Equipes participantes
| - Associação Desportiva Confiança (Aracaju) - Estanciano Esporte Clube (Estância) - Associação Olímpica de Itabaiana (Itabaiana) - Lagarto Esporte Clube (Lagarto) | - Centro Sportivo Maruinense (Maruim) - Sport Clube Santa Cruz (Estância) - Club Sportivo Sergipe (Aracaju) - Vasco Esporte Clube (Aracaju) |

## Premiação
| Campeonato Sergipano de 1987 |
| Aracaju                      |
| ---------------------------- |
| Vasco Campeão (4º título)    |